# 1509
Відродження •  Доба великих географічних відкриттів •  Ганза •  Ацтецький потрійний союз •  Імперія інків

## Геополітична ситуація
Османську державу очолює Баязид II (до 1512). Імператором Священної Римської імперії є Максиміліан I Габсбург (до 1519). У Франції королює Людовик XII (до 1515).
Середню частину Апеннінського півострова займає Папська область. Неаполітанське королівство на півдні захопила Іспанія. Могутними державними утвореннями півночі є Венеційська республіка, Флорентійська республіка, Генуезька республіка та герцогство Міланське.
Кастилія і Леон та Арагонське королівство об'єднані в Іспанське королівство, де править Фердинанд II Арагонський (до 1516). В Португалії королює Мануел I (до 1521).
Генріх VIII є королем Англії (до 1547), королем Данії та Норвегії Юхан II (до 1513). Сванте Нільссон є регентом Швеції. Королем Угорщини та Богемії є Владислав II Ягелончик. У Польщі королює Сигізмунд I Старий (до 1548), він же залишається князем Великого князівства Литовського.
Галичина входить до складу Польщі. Волинь належить Великому князівству Литовському. Московське князівство очолює Василій III (до 1533).
На заході євразійських степів існують Казанське ханство, Кримське ханство, Астраханське ханство Ногайська орда. У Єгипті панують мамлюки. У Китаї править династія Мін. Значними державами Індостану є Делійський султанат, Бахмані, Віджаянагара. В Японії триває період Муроматі.
У Долині Мехіко править Ацтецький потрійний союз на чолі з Монтесумою II (до 1520). Цивілізація мая переживає посткласичний період. В Імперії інків править Уайна Капак (до 1525).

## Події
- 11 червня майбутній англійський король Генріх VIII одружився з Катериною Арагонською, першою із шістьох дружин, що в нього були за життя.
- 24 червня відбулась коронація короля Англії Генріха VIII.
- 14 вересня в результаті землетрусу в Константинополі зруйновано значну частину міста і загинуло близько 13 тисяч людей.
- 10 вересня відбувся Великий Стамбульський землетрус
- У битві поблизу Діу португальці завдали поразки об'єднаним силам гуджаратців, єгиптян та італійців.
- Війна Камбрейської ліги:
  - Папа римський Юлій II наклав інтердикт на Венецію за відмову віддати Романью.
  - Французькі війська здобули перемогу над венеційцями у битві при Аньяделло.
  - Французи захопили Брешію.
  - Флоренція захопила Пізу.
  - Венеційці заволоділи Падуєю. Імператор Максиміліан I спробував відбити її, але зазнав невдачі.
  - Французький король Людовик XII почав строго впроваджувати в життя положення Прагматичної санкції, що обмежувала вплив Риму в країні.
- Португалець Діогу Лопіш ді Секейра першим з європейців досяг Малакки.
- Іспанці захопили Оран.
- Дієго Колон, син Христофора Колумба, почав завоювання Куби.
- Крішнадеварая Тулува зійшов на трон Віджаянагари.
- На Гаїті почалося виробництво цукру з тростини.
- Еразм Ротердамський написав «Похвалу глупоті».
- Лука Пачолі опублікував «De divina proportione» про золотий перетин.

## Народились
Дивись також Народилися 1509 року
- 10 липня — Жан Кальвін, французький протестантський релігійний реформатор.

## Померли
Дивись також Померли 1508 року
- 22 квітня — У Річмонді у віці 52-х років пішов з життя Генріх VII, король Англії з 1485, засновник династії Тюдорів.